# هاري ديك
هاري ديك هو لاعب هوكي الجليد كندي، ولد في 22 نوفمبر 1920، وتوفي في 1 ديسمبر 2002.

## وصلات خارجية
- هاري ديك على موقع دوري الهوكي الوطني (الإنجليزية)
- هاري ديك على موقع EliteProspects.com (الإنجليزية)
- هاري ديك على موقع HockeyDB.com (الإنجليزية)
- هاري ديك على موقع Hockey-Reference.com (الإنجليزية)